# Клисон
Клисо́н (фр. Clisson, брет. Klison) — коммуна на западе Франции, находится в регионе Пеи-де-ла-Луар, департамент Атлантическая Луара, округ Нант, центр кантона Клисон. Расположена в 28 км к юго-востоку от Нанта и в 33 км к западу от Шоле, в 9 км от национальной автомагистрали A249, на берегах реки Севр-Нантез. В центре коммуны находится железнодорожная станция Клисон линии Нант-Сент.
Население (2017) — 7 137 человек.

## История
Долина Клисона в раннее средневековье была частью графства Эрбоже. В 851 году Клисон, как и всё Эрбоже, а также Може и Пей де Рец, согласной Анжерскому договору между франкским королём Карлом II Лысым и бретонским королём Эриспоэ, отошли к Бретани. Жизнь в долине Клисон постепенно сконцентрировалась вокруг построенного в XI веке замка Клисон, бывшего резиденцией сеньоров де Клиссон, в том числе и Оливье V де Клиссона, коннетабля Франции.
Во время Войны за бретонское наследство Оливье де Клиссон был одним из главных участников военных действий. Он поддержал Жана де Монфора, с которым в свое время вырос при английском дворе, и помог ему завоевать бретонский трон. При этом свою дочь Маргариту он выдал за Жана де Шатильона, графа де Пентьевр, сына противника Монфора в борьбе за Бретань Карла Блуасского. В 1420 году, спустя много лет после смерти отца и мужа, Маргарита внезапно похитила герцога Бретонского Жана VI и его сына, предъявив от имени своих сыновей казалось бы уже забытые претензии семейства Пентьевр на бретонский трон. Герцог Жан и его сын в течение нескольких месяцев находились в заключении в замок Шамптосо на Луаре, который в итоге был взят штурмом восставшей бретонской знатью. Герцог был освобожден, замок Шамптосо разрушен, а все владения рода Пентьевр конфискованы и розданы сторонникам герцога.
В Средние века основой доходов города была пограничная торговля и таможенные пограничные сборы. Во время Великой Французской революции и последовавшнго за ней Вандейского мятежа Клиссон подвергся разорению. 23 февраля 1793 года Конвент принял решение о призыве в армию трехсот тысяч человек. Клисон, как и многие другие населенные пункты долины Луары, не подчинился. 10 марта 1793 года в районе Клисона началось восстание, 15 марта город заняли вандейцы. 18 мая в город вошел революционный отряд, совершивший первые убийства. 16 сентября Клисон заняли войска Жан-Батиста Клебера, которые подожгли множество домов, перед тем как оставить город. 24 января 1794 года Клисон заняли «адские колонны», устроившие в нем резню. Город полностью разрушен и оставался безлюдным в течение двух лет, так как все его жители бежали или были убиты.
В 1798 во Францию из Италии вернулись два брата, уроженцы Нанта Пьер и Франсуа Како (соответственно художник и дипломат). Очарованные красотой долины реки Севр-Нантез в районе Клисона, они решили поселиться здесь. Будучи приверженцами итальянской культуры и архитектуры, они приступают к реконструкции разрушенного города по образцу тосканских городов, придавав Клисону его нынешний облик.

## Достопримечательности
- Шато Клисон XI—XV веков
- Старинные городские ворота
- Приходская Церковь Нотр-Дам XVIII века в стиле неоренессанс
- Церковь Святой Троицы, построенная в XIX веке на месте сгоревшей средневековой церкви
- Часовня тамплиеров XII века
- Церковь Святого Жака XII века
- Храм дружбы, в греческом стиле с треугольным фронтоном, увенчанным четырьмя дорическими колоннами. Там похоронен Франсуа-Фредерик Лемот.\
- Мост Ла-Валле XV века через реку Севр-Нантез
- Мост Святого Антуана XV века
- Галлы XIV века
- Монастырь кордельеров, основанный в начале XV века
- Мельница Плессар

## Экономика
Структура занятости населения:
- сельское хозяйство — 1,5 %
- промышленность — 15,1 %
- строительство — 6,6 %
- торговля, транспорт и сфера услуг — 47,4 %
- государственные и муниципальные службы — 29,3 %

Уровень безработицы (2018) — 10,7 % (Франция в целом —  13,4 %, департамент Атлантическая Луара — 11,1 %). 

Среднегодовой доход на 1 человека, евро (2018) — 23 740 (Франция в целом — 21 730, департамент Атлантическая Луара — 22 910).

## Демография
Динамика численности населения, чел.

## Администрация
Пост мэра Клисона с 2014 года занимает Ксавье Бонне (Xavier Bonnet). На муниципальных выборах 2020 года возглавляемый им правый блок одержал победу во 2-м туре, получив 49,74 % голосов (из трех блоков).
| Период | Период | Фамилия        | Партия                  | Примечания                |
| ------ | ------ | -------------- | ----------------------- | ------------------------- |
| 1977   | 1993   | Жан Бертран    | Разные правые           | нотариус                  |
| 1993   | 1995   | Эмиль Лежюн    | Разные правые           |                           |
| 1995   | 2001   | Мишель Мерле   | Социалистическая партия |                           |
| 2001   | 2008   | Бертран Бурмо  | Разные правые           | налоговый агент           |
| 2008   | 2014   | Жан-Пьер Кудре | Разные левые            | учитель                   |
| 2014   |        | Ксавье Бонне   | Разные правые           | полковник пожарной службы |

## Города-побратимы
- Клетгау, Германия
- Алатри, Италия
- Каубридж, Уэльс

## Культура
С 2006 года в Клисоне проходит Hellfest — один из крупнейших в Европе музыкальных фестивалей в стиле метал

## Галерея

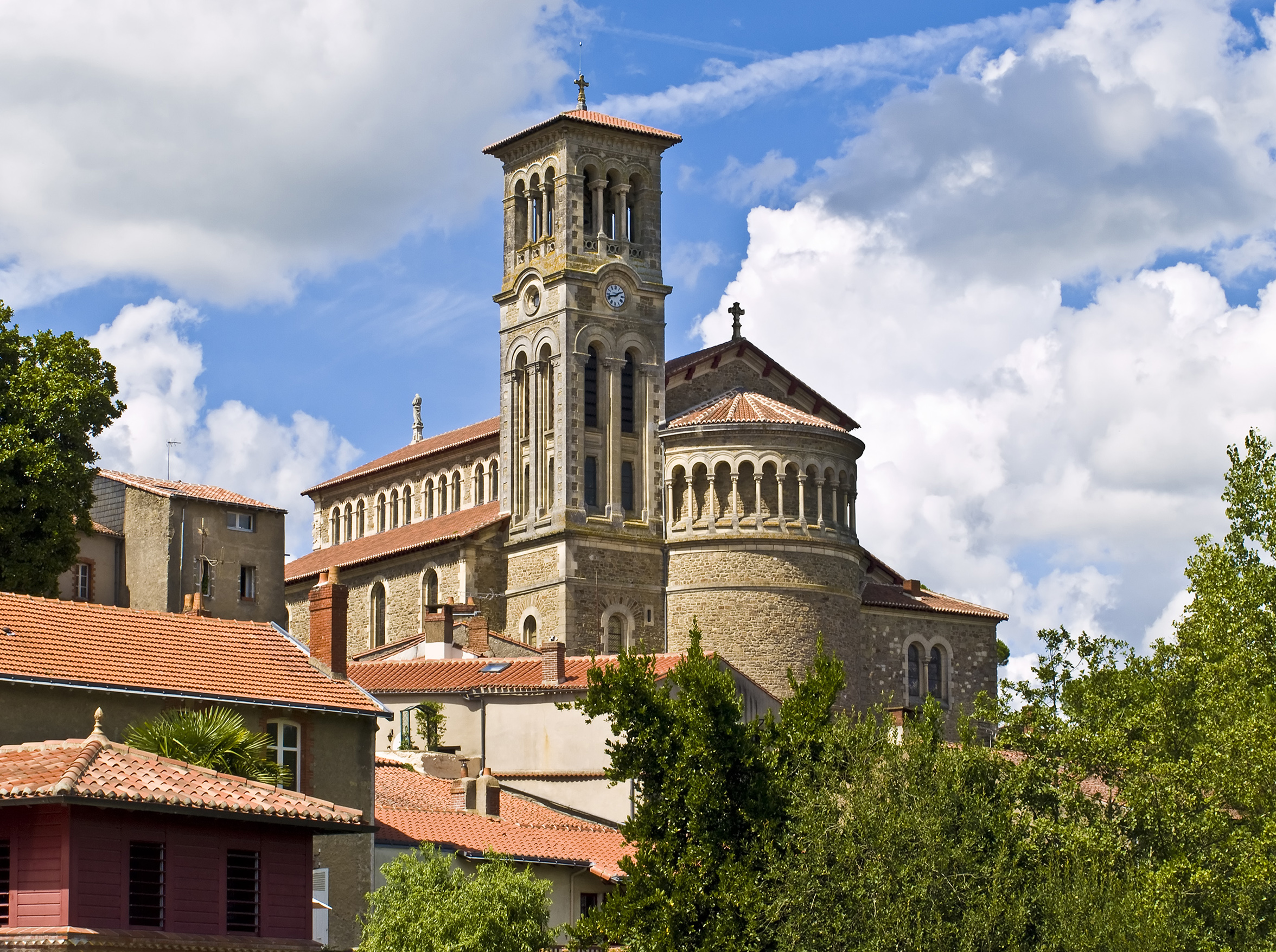
Церковь Нотр-Дам
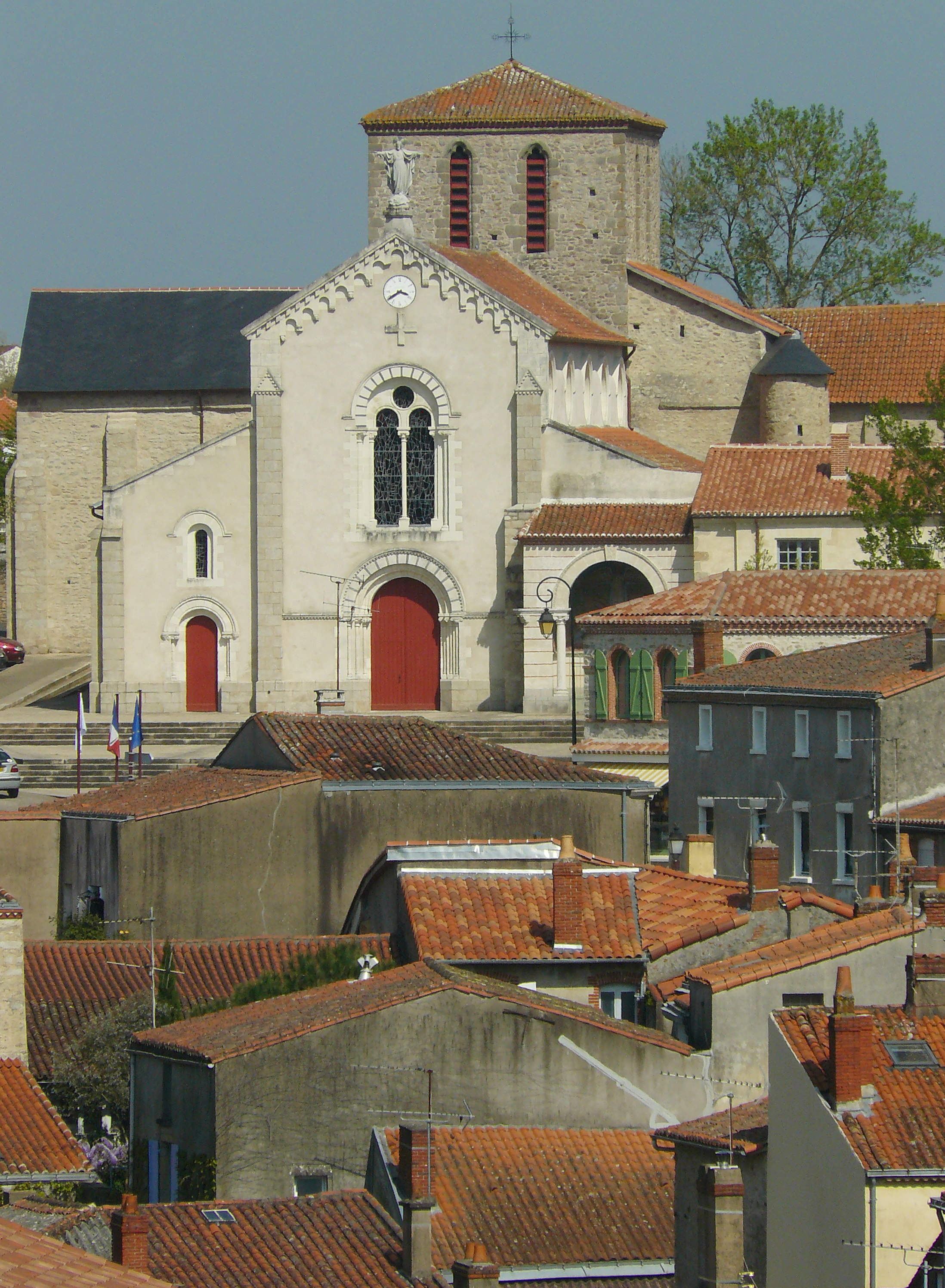
Церковь Святой Троицы
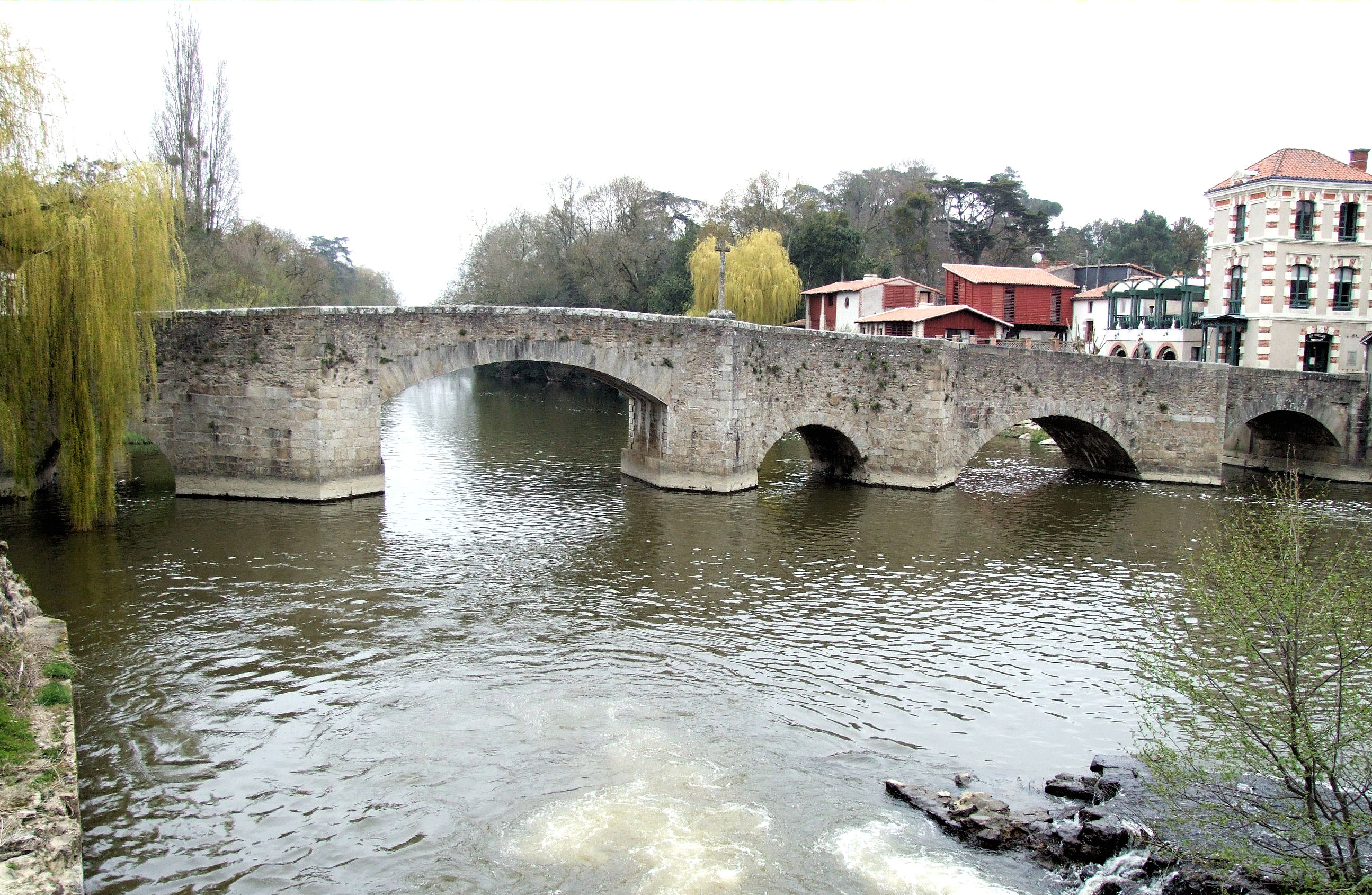
Мост Ла-Валле
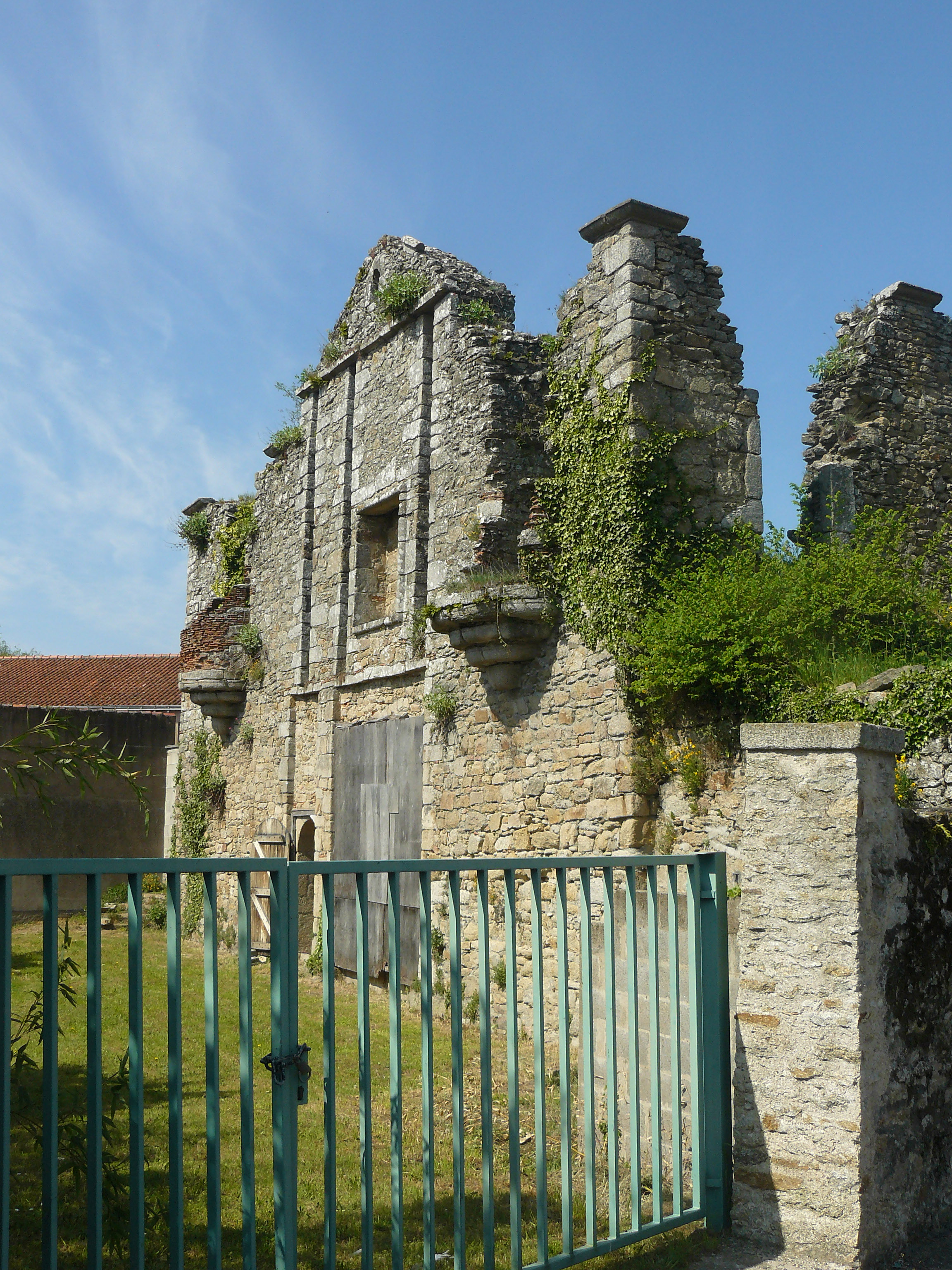
Городские ворота
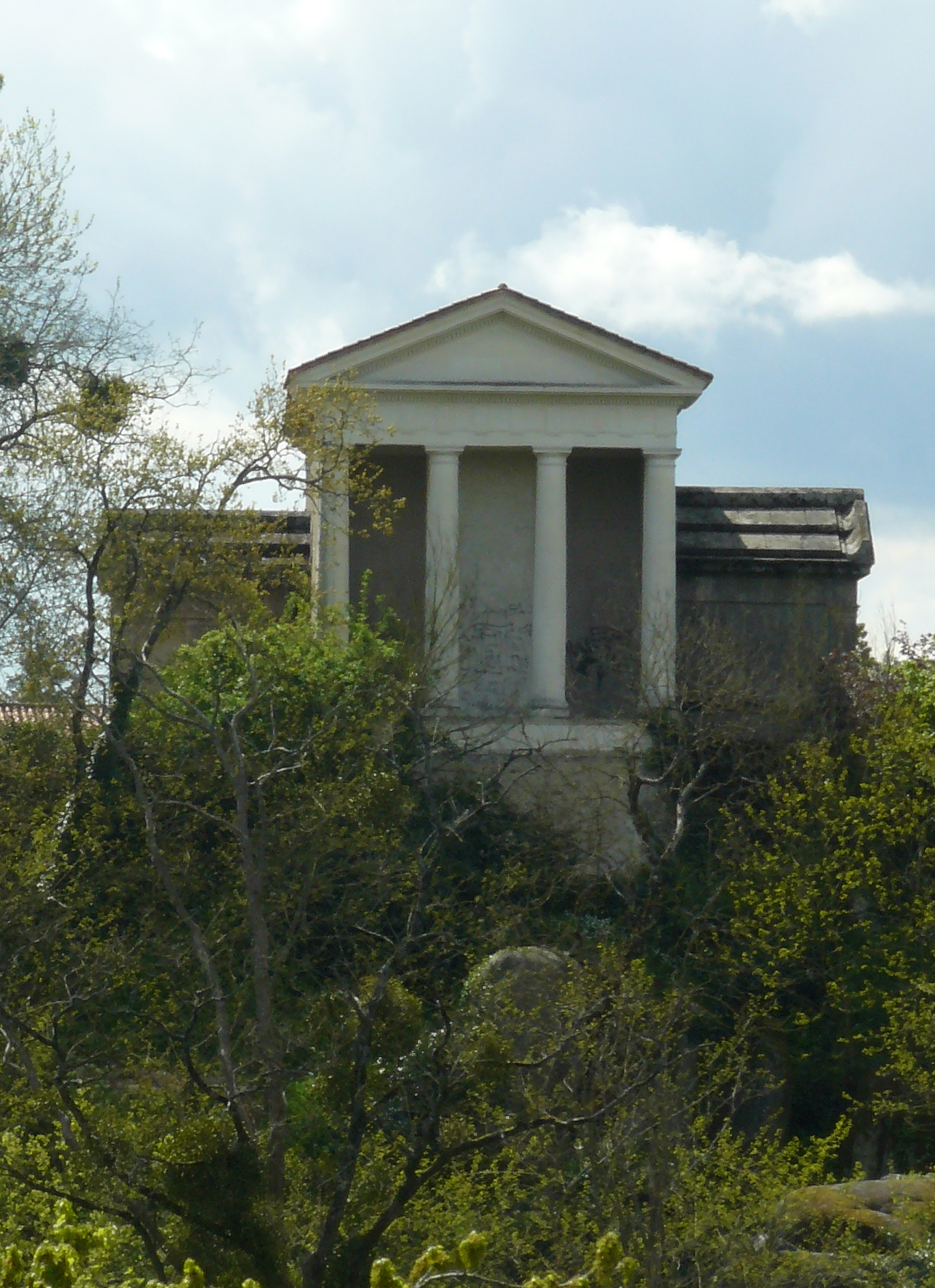
Храм дружбы
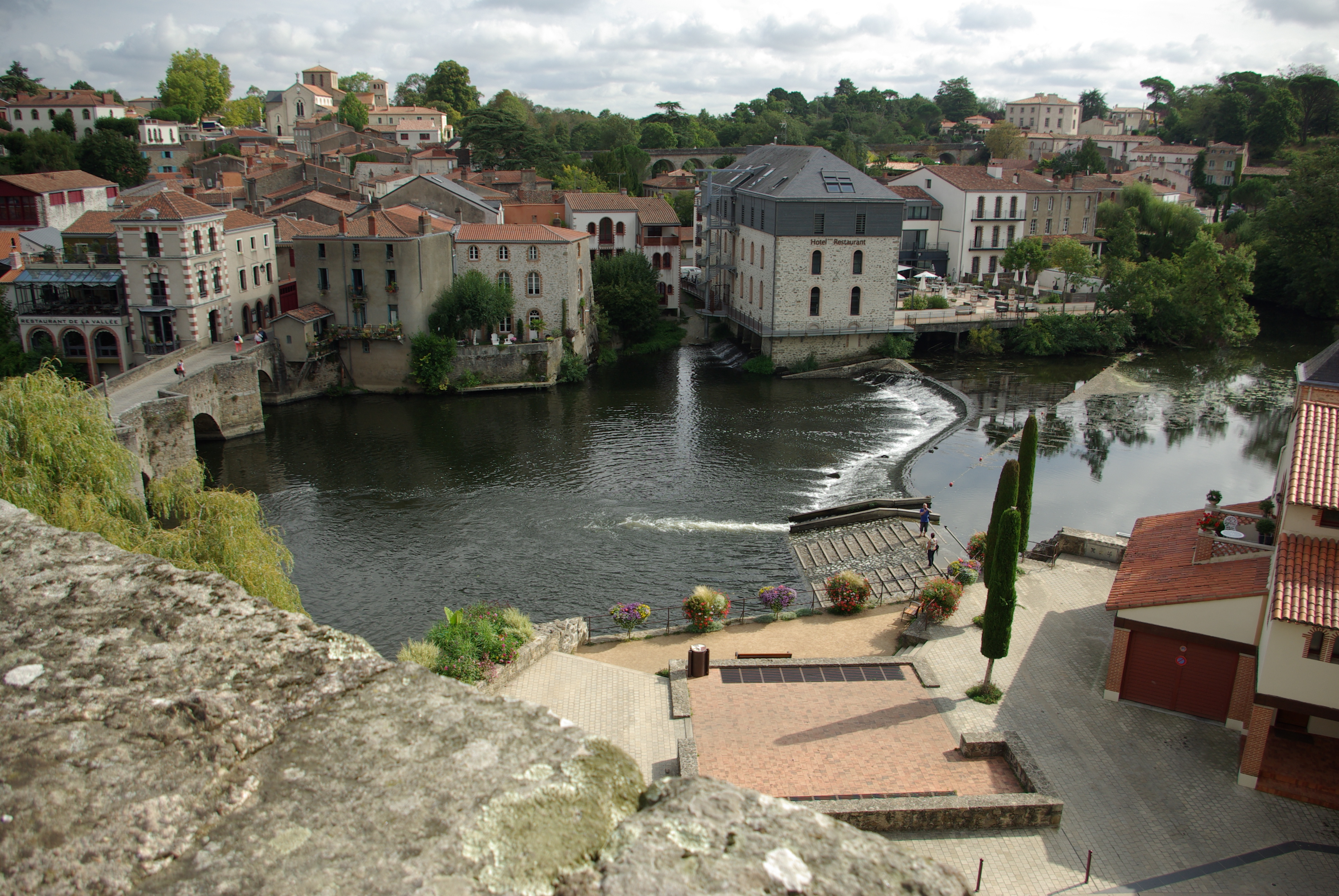
Река Севр-Нантез в Клисоне

## Знаменитые уроженцы
- Оливье де Клиссон (1336—1407), коннетабль Франции периода Столетней войны